# شمرضاض الكندور
شِمِرْضَاض الكُندور (الاسم العلمي: Marsdenia cundurango) نوع من الشمرضاض. جنبة معمرة طبية من فصيلة الدفلية. موطنها الأصلي في البيرو والإكوادور في أمريكا الجنوبية. يكثر وجودها في البيرو وجبال الكورديليار على ارتفاع يراواح من 1500 إلى 2000 م. عن سطح البحر.